# 群青のファンファーレ
『群青のファンファーレ』（ぐんじょうのファンファーレ）は、Lay-duce制作による日本のテレビアニメ。2022年4月から6月にかけてTOKYO MXほかにて放送された。

## 概要
入学倍率が最大20倍に達する競馬学校を舞台にしたオリジナルアニメ作品であり、厳しい学科試験と身体・運動機能検査を突破して騎手課程に在籍することとなった少年少女たちによる青春群像劇が描かれる。
本作は、2021年8月28日にBS11で放送されている『BSイレブン競馬中継』の番組内においてティザー映像が解禁された。制作にはJRAが全面協力し、実際のJRA競馬学校での取材を基に、学校内部や騎手候補生の生活、競馬界や騎手の世界の現実なども描写される。2021年12月からは、JRAとのコラボレーション企画として『はじまりのファンファーレ』というサイトが公開された。
劇中におけるレース実況はラジオNIKKEIスポーツ情報部担当部長である小塚歩が行なっている。

## 登場人物

### JRA競馬学校騎手課程41期生
有村 優（ありむら ゆう）
声 - 矢野奨吾
本作の主人公。15歳、東京都出身。有名アイドルグループ『Mr.ドクター』のセンターで、アイドル時代の芸名は「音無 優（おとなし ゆう）」。幼いころから芸能界で活躍していたが、仕事で訪れた競馬場で初めて見たレースに心を打たれ競馬学校を受験、入学する。両親は幼い頃に亡くしており、天涯孤独の身。有名人であることから今でもメディアにつきまとわれることがあるなど辟易している。乗り物に弱く酔ったことがある。訓練中の不慮の事故から重傷を負い、右手の握力を失ってしまったことがある。
風波 駿（かざなみ しゅん）
声 - 土屋神葉
15歳、伊豆諸島出身。自然に囲まれテレビのない環境で、ラジオの競馬中継を聞いて育った。そのため、優がアイドルであることを知らなかった。競馬学校入学まで乗馬経験は無かったものの、天性のセンスを発揮する。屈託のない天然。馬の調教の仕事も有能。
天音・グレイス（あまね グレイス）
声 - 花江夏樹
15歳、イギリス出身。イギリス人の父親を持つハーフ。父親は元ジョッキーで、現在はオーナーブリーダーとして名を馳せている。裕福な家庭に育ち、日本に来るまでにも各国の競馬学校を転々としてきたエリート。高飛車な性格で同期を見下し、軋轢を生むこともある。女性が苦手。調教から外され、馬にも乗れない日々を過ごしたこともある。
京力 秋樹（きょうりき あき）
声 - 糸川耀士郎
15歳、岐阜県出身。父親は地方競馬のジョッキー。中央競馬でリーディングジョッキーになることを目標にJRAの競馬学校に入学。負けん気が強い。実はMr.ドクターの大ファンで優推し。
宝生 迅人（ほうしょう はやと）
声 - 豊永利行
16歳、北海道出身。小学生時代から乗馬の大会で入賞してきた実力の持ち主ながら、競馬学校の受験には一度落ち、再挑戦の末に入学を果たす。責任感が強く真面目な性格で、周囲をまとめる委員長的な存在。実は母子家庭であり、父親は教官の野平。
桜庭 惣司朗（さくらば そうじろう）
声 - 橘龍丸
15歳、滋賀県出身。実家は栗東の名門『桜庭厩舎』で、父親が元ジョッキーの調教師、長兄は厩務員で次兄は現役騎手という競馬一家で育ったサラブレッド。自身も騎手になるのは当然と競馬学校に入学。楽天家で自信家。
牧 皐汰（まき こうた）
声 - 小林千晃
15歳、福島県出身。幼い頃から祖父に競馬場に連れて行かれ競馬好きとなり、その熱意が高じ競馬学校の門をたたく。明るく堅実な努力家で、過去の主要レースの結果をすべて記憶しているデータ型の競馬オタク。
霜月 えり（しもつき えり）
声 - 水瀬いのり
15歳、京都府出身。同期の中で唯一の女子。騎手として活躍すれば賞金で稼げると考え、競馬学校に入学。実家はかつて生産牧場を経営していたが廃業。両親は現在、京都で食堂を営む。

### JRA競馬学校教官
朝日 豊（あさひ ゆたか）
声 - 櫻井孝宏
31歳。独特な口調で話し、つかみどころがない。
野平 和雄（のひら かずお）
声 - 東地宏樹
45歳。厳しく指導を行うため生徒たちからは恐れられている。

### アイドルグループ「Mr.ドクター」関係者
北見 田子（きたみ たこ）
声 - Lynn
25歳。優が所属していた芸能事務所社員。優たち41期生のドキュメントを撮影を担当している。
西園寺 七緒子（さいおんじ なおこ）
声 - 勝生真沙子
優がアイドル時代に所属していた事務所の社長。優のアイドルとしての復帰を願っており、アイドル騎手としての計画を企てる。
南原 煌成（なんばら こうせい）
声 - 木全翔也（JO1）
優が所属していたアイドルグループ「Mr.ドクター」のメンバー。
東 将基（あずま まさき）
声 - 大平祥生（JO1）
「Mr.ドクター」のメンバー。

### 栗東・皇朱哩厩舎
皇 朱哩（すめらぎ あかり）
声 - 日笠陽子
34歳。栗東トレーニングセンターで皇厩舎を運営する調教師。思慮深く冷静で、目的のためなら手段は選ばない性格。競馬学校41期の実習生として駿を預かり、指導にあたる。
田安 如乃（たやす ゆきの）
声 - 榎木淳弥
28歳。栗東トレーニングセンター・皇厩舎の調教助手のひとり。数字や理論を重んじる。

### 樫野家
樫野 太（かしの ふとし）
声 - 宮本充
53歳。皇厩舎が預かっている競走馬・キスケ（オークネイチャ）のオーナー。
樫野 未来（かしの みく）
声 - 寿美菜子
12歳。樫野太の娘で、キスケが大好き。

### 騎手
久慈 凱久（くじ よしひさ）
声 - 浪川大輔
競馬学校の卒業生で現役の騎手。競馬学校教官の朝日と同期。
林田 一馬（はやしだ かずま）
声 - 中村悠一
42歳。実績のあるベテラン騎手。

## スタッフ
- 監督 - 加藤誠[15]
- シリーズ構成 - Team Fanfare[15]
- メインライター - 福島直浩[15]
- キャラクターデザイン - かんざきひろ[15]
- 総作画監督 - 永作友克[15]
- 美術監督・美術デザイン - 大久保知江[15]
- 美術設定 - 宍戸太一、川村陽平、森川篤、金平和茂
- 色彩設計 - 岩沢れい子[15]
- 3DCG - Peakys[15]
- 撮影監督 - 齊藤慶一[15]
- 編集 - 右山章太[15]
- 競馬3Dモデル・モーション協力 - コーエーテクモゲームス[15]
- 音響監督 - 土屋雅紀[15]
- 音響制作 - HALF H・P STUDIO
- 音楽 - 澤野弘之[15]
- 音楽制作 - アニプレックス
- チーフプロデューサー - 黒﨑静佳
- プロデューサー - 片岡裕貴、大和田智之、北澤史隆、原尾宏次、鈴木祐介、斉野民好
- アニメーションプロデューサー - 米内則智
- アニメーション制作 - Lay-duce[15]
- 製作 - アニプレックス、BS11、TOKYO MX、コーエーテクモゲームス、博報堂、報知新聞社

## 主題歌
「Move the soul」
JO1によるオープニングテーマ。作詞・作曲・編曲はPURPLE NIGHT。
「OUTSIDERS」
SawanoHiroyuki[nZk]:河野純喜＆與那城奨 (JO1)によるエンディングテーマ。作詞はBenjamin + cAnON、作曲・編曲は澤野弘之。

## 各話リスト
| 話数   | サブタイトル         | 脚本              | 絵コンテ                 | 演出     | 作画監督 | 初放送日      |
| ------ | -------------------- | ----------------- | ------------------------ | -------- | --- | ------------- |
| 第1話  | 始まりの出会い       | 大川目光 福島直浩 | 加藤誠                   | 熊膳貴志 | 永作友克 大庭小枝 | 2022年 4月2日 |
| 第2話  | 優と優               | 大川目光 福島直浩 | 三條なみみ               | 塚田拓郎 | 西島翔平 橋本治奈 八木元喜 | 4月9日        |
| 第3話  | 遠い国から来た王子   | 福島直浩          | 南川達馬                 | 南川達馬 | 高星佑平 中和田優斗 佐藤好 松岡未沙 中野友貴 武内啓 二宮奈那子                                                                                         | 4月16日       |
| 第4話  | サマーキャンプナイト | 福島直浩          | 鳥羽聡                   | 鳥羽聡   | 袴田裕二 石井ゆみこ 江湧 朱暁林 小七 兪天翔 | 4月23日       |
| 第5話  | 斜陽                 | 大川目光 福島直浩 | 三條なみみ               | 塚田拓郎 | 杉田葉子 佐々木守 武内啓 | 4月30日       |
| 第6話  | はなれた手綱         | 大川目光 福島直浩 | 江島泰男                 | 江島泰男 | 神谷美也子 迫江沙羅 八木元喜 諸葛子敬 | 5月7日        |
| 第7話  | 巣立ちの日           | 大川目光 福島直浩 | 三條なみみ               | 水本葉月 | 小見山和也 山本JAM 大庭小枝 武内啓 二宮奈那子 高星佑平 中和田優斗 諸葛子敬                                                                             | 5月14日       |
| 第8話  | 栗東の風             | 福島直浩          | 山岸大吾                 | 熊膳貴志 | 八木元喜 佐藤好 大庭小枝 山本JAM 熊膳貴志 | 5月21日       |
| 第9話  | 併せて、飛び出せ！   | 福島直浩          | 三條なみみ               | 中村大樹 | 神谷美也子 福島陽子 平岩栞 髙橋沙也加 中和田優斗 高星佑平 武内啓 山本JAM 大庭小枝 杉田葉子 井ノ上ユウ子 前原薫 二宮奈那子 赤尾良太郎 前田義宏 諸葛子敬 | 5月28日       |
| 第10話 | 遠い雨の音           | 福島直浩          | 三條なみみ               | 江島泰男 | 袴田裕二 石川健朝 沼田広 宮西多麻子 上西麻耶 安藤真喜 4tune 陈潔琼 Springriver 八木元喜                                                                | 6月4日        |
| 第11話 | 朝露は遠く           | 福島直浩          | 江島泰男 加藤誠 中村里美 | 塚田拓郎 | 中和田優斗 高星佑平 髙橋沙也加 前田義宏 武内啓 杉田葉子 赤尾良太郎 八木元喜 大庭小枝 前原薫 西島翔平 二宮奈那子 湯川純 石井舞 諸葛子敬 オーロックス    | 6月11日       |
| 第12話 | ダート1700mの駆引    | 大川目光 福島直浩 | 西森章 二木薫 加藤誠     | 水本葉月 | 福島陽子 高星佑平 中和田優斗 髙橋沙也加 平岩栞 佐藤好 杉田葉子 武内啓 前原薫 鎌田均 赤尾良太郎 谷口元浩 前田義宏 二宮奈那子 諸葛子敬 オーロックス      | 6月18日       |
| 第13話 | ゲート・イン！       | 福島直浩          | 加藤誠                   | 加藤誠   | 神谷美也子 福島陽子 石野聡 野田康行 永作友克 武内啓 井ノ上ユウ子 八木元喜 大庭小枝 中野圭哉 山本JAM 二宮奈那子                                         | 6月25日       |

## 放送局
| 放送期間 | 放送時間                     | 放送局             | 対象地域   | 備考                                                               |
| --- | ---------------------------- | ------------------ | ---------- | ------------------------------------------------------------------ |
| 2022年4月2日 - 6月25日                                                                                               | 土曜 23:30 - 日曜 0:00       | TOKYO MX           | 東京都     | 製作参加                                                           |
| |                              | とちぎテレビ       | 栃木県     |                                                                    |
| |                              | 群馬テレビ         | 群馬県     |                                                                    |
| |                              | BS11               | 日本全域   | 製作参加 / BS放送 / 『ANIME+』枠                                   |
| 2022年4月3日 - 6月26日                                                                                               | 日曜 3:08 - 3:38（土曜深夜） | 毎日放送           | 近畿広域圏 | 『アニメシャワー』第3部                                            |
| | 日曜 23:30 - 月曜 0:00       | AT-X               | 日本全域   | CS放送 / 字幕放送 / リピート放送あり                               |
| 2022年4月6日 - 6月29日                                                                                               | 水曜 1:30 - 2:00（火曜深夜） | テレビ北海道       | 北海道     |                                                                    |
| 2022年4月9日 - 7月2日                                                                                                | 土曜 1:30 - 2:00（金曜深夜） | 岩手めんこいテレビ | 岩手県     |                                                                    |
| 2022年4月12日 - 7月4日                                                                                               | 火曜 1:50 - 2:20（月曜深夜） | 九州朝日放送       | 福岡県     | [ 注 1 ]                                                           |
| 2022年4月25日 - | 月曜 12:30 - 13:00           | グリーンチャンネル | 日本全域   | BS/CS放送 火-金曜日の同時刻、水曜22:30-23:00などのリピート放送あり |
| 最速放送4局では本放送前週に特別番組『「群青のファンファーレ」放送直前スペシャル 〜競馬学校入学案内〜』が放送された。 |                              |                    |            |                                                                    |

| 配信開始日           | 配信時間               | 配信サイト |
| -------------------- | ---------------------- | --- |
| 2022年4月2日         | 土曜 23:30 - 日曜 0:00 | ABEMA |
| 2022年4月5日以降順次 | 火曜 12:00以降順次更新 | GYAO! ニコニコチャンネル Amazon Prime Video dアニメストア （本店・for Prime Video・ニコニコ支店） U-NEXT アニメ放題 バンダイチャンネル Hulu J:COMオンデマンド TELASA みるプラス auスマートパスプレミアム FOD WOWOWオンデマンド ビデオマーケット DMM.com music.jp GYAO!ストア HAPPY!動画 ムービーフルplus |
| 2022年4月5日         | 火曜 23:00 - 23:30     | ニコニコ生放送 |
| 2022年4月25日        | 月曜 12:30 更新        | グリーンチャンネルWeb |

## BD / DVD
| 巻 | 発売日        | 収録話          | 規格品番      | 規格品番      |
| 巻 | 発売日        | 収録話          | BD            | DVD           |
| -- | ------------- | --------------- | ------------- | ------------- |
| 1  | 2022年6月8日  | 第1話 - 第3話   | ANZX-15161/2  | ANZB-15161/2  |
| 2  | 2022年7月6日  | 第4話 - 第5話   | ANZX-15163/4  | ANZB-15163/4  |
| 3  | 2022年8月3日  | 第6話 - 第7話   | ANZX-15165/6  | ANZB-15165/6  |
| 4  | 2022年9月7日  | 第8話 - 第9話   | ANZX-15167/8  | ANZB-15167/8  |
| 5  | 2022年10月5日 | 第10話 - 第11話 | ANZX-15169/70 | ANZB-15169/70 |
| 6  | 2022年11月2日 | 第12話 - 第13話 | ANZX-15171/2  | ANZB-15171/2  |

## Webラジオ
『TVアニメ『群青のファンファーレ』優＆駿ラジオ』が2022年1月27日より7月1日まで音泉およびYouTubeのアニプレックス公式チャンネルで配信された（全18回）。パーソナリティは有村優役の矢野奨吾と風波駿役の土屋神葉。尚、8月13日には公開録音が開催される予定だったが、土屋に新型コロナウィルスの感染が確認された為、開催直前で延期となり、 10月16日に改めて開催し、10月27日にアニプレックス公式チャンネルにて配信され、この配信をもってラジオは終了した。
ゲスト
- 第6回/第7回：糸川耀士郎（京力秋樹 役）
- 第9回：花江夏樹（天音・グレイス 役）・水瀬いのり（霜月えり 役）
- 第12回/第13回：橘龍丸（桜庭惣司朗 役）
- 第16回/第17回：小林千晃（牧皐汰 役）
- 第18回：加藤誠（アニメーション監督）

## 漫画
- 『四コマのファンファーレ』（作画：もけお）

毎週放送終了後に、WebNewtype と公式Webサイトにて公開。

## 小説
- 無義歩（著）・Team Fanfare（シリーズ構成）星海社〈星海社FICTIONS〉、B6版、全1巻（2022年8月18日現在）
- 『群青のファンファーレ ノベライズ』 2022年8月18日初版発行ISBN 978-4-06-529093-4

## コラボレーション企画

### JRA
2021年12月16日、日本中央競馬会（JRA）公式サイトにて、特設サイト「はじまりのファンファーレ」が開設され、本作の主人公有村優と競馬の基礎知識を一緒に学ぶ『有村くんの競馬ノート』が公開された。

### スポーツ報知
2022年3月26日〜29日に東京ビッグサイトで開催されていた『Anime Japan 2022』にて、スポーツ報知が号外を発行した。記事は音無優の芸能界引退記者会見の模様と、JO1大平と木全のインタビュー、音楽担当の澤野弘之の紹介記事で構成されている。

### 京成グループ
京成バス千葉セントラル（旧・ちばレインボーバス）
アニメの放送開始に先立ち、物語の舞台となった競馬学校のある千葉県白井市との共同でPRラッピングバスが企画され、2022年2月25日より競馬ファンにとっても非常に馴染みの深いバス路線である、「 京成バス千葉セントラル白井線（西船橋駅 - 東中山駅入口 - 中山競馬場 - 船橋法典駅 - 馬込沢駅 - 鎌ヶ谷大仏駅 - 競馬学校 - 白井駅 - 白井市役所 - 白井車庫）」にて運行を開始した。また運行開始を記念して、2022年2月25日には関係者を招いた出発式が白井市役所にて執り行われた。
また、ラッピングのデザインにも取り入れられた『梨も騎手も育つ街』と『ときめき梨の里』のキャッチフレーズは、2021年10月1日に白井市民からの一般公募により選定され、2022年3月25日より使用が開始された、北総鉄道西白井駅と白井駅それぞれの副駅名である。
- 2022年2月25日：運行開始。
- 2025年4月1日：運行会社が「ちばレインボーバス」から「京成バス千葉セントラル」に変更[25]。

また、2022年12月10日より1000部限定で当作とのコラボ記念一日乗車券が発売された。
北総鉄道
2022年3月25日より、西白井駅構内にJRA競馬学校の常設展示スペースを設置し、その一角にある競馬学校の紹介動画コーナーでは、一部地域で本放送開始前に放送された特別番組『「群青のファンファーレ」放送直前スペシャル 〜競馬学校入学案内〜』が使用されている。
また、2022年4月9日より500部限定で記念乗車券を発売した他、2022年4月12日より西白井駅にて北総鉄道の制服を着用した風波駿と霜月エリのパネルやポスターが掲示された。

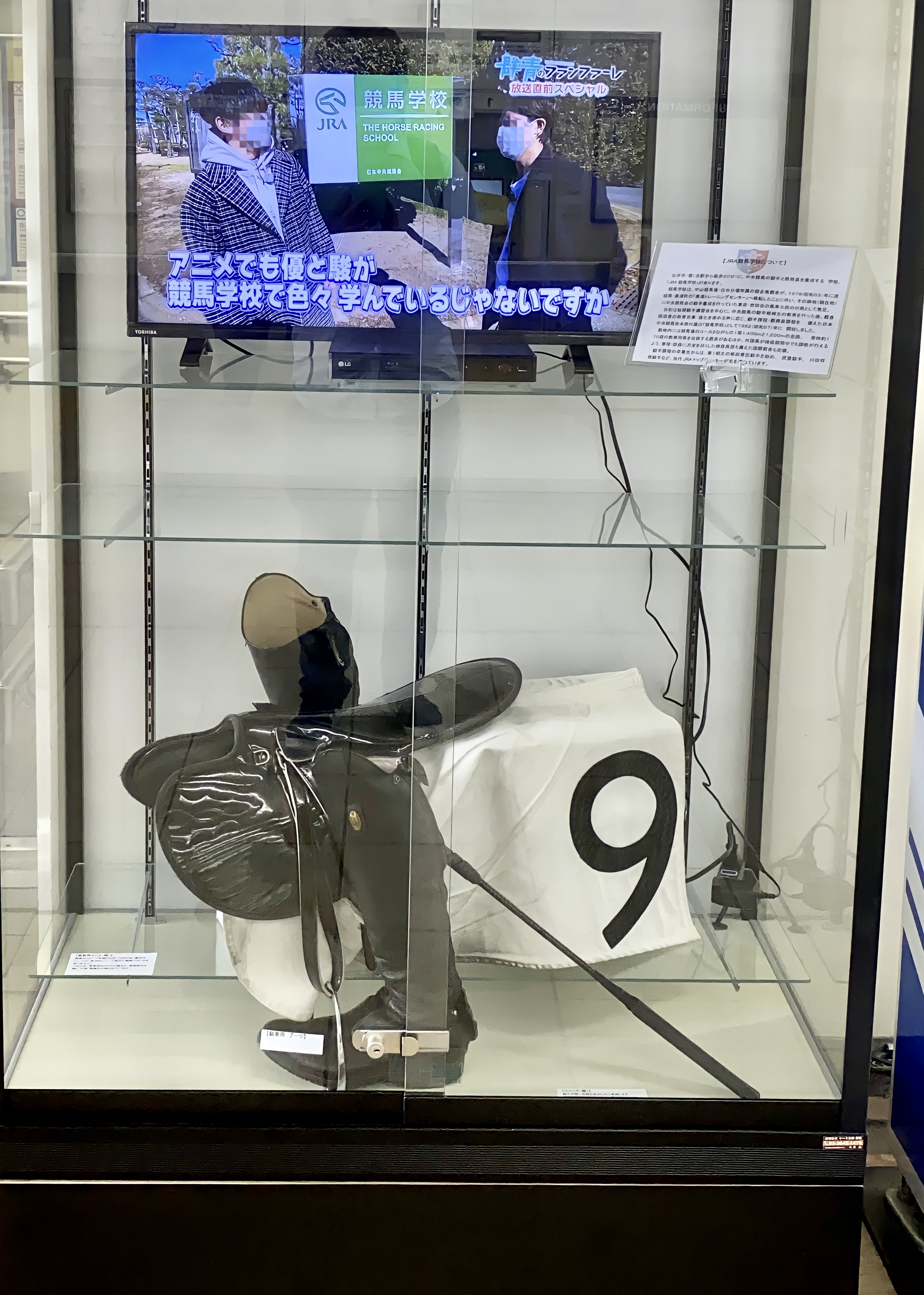
西白井駅にある競馬学校紹介コーナー

### 東武動物公園
2022年4月29日〜6月26日の期間中、東武動物公園にて『もしも有村優と風波駿が東武動物公園へ遊びに来たら』をコンセプトにしたコラボレーションイベントが開催された。尚、当コラボレーションイベント開催の伏線として、アニメ第4話作中にて主人公たちが参加した大会の景品に東武動物公園の入場券が登場している。

### アニメイトカフェ

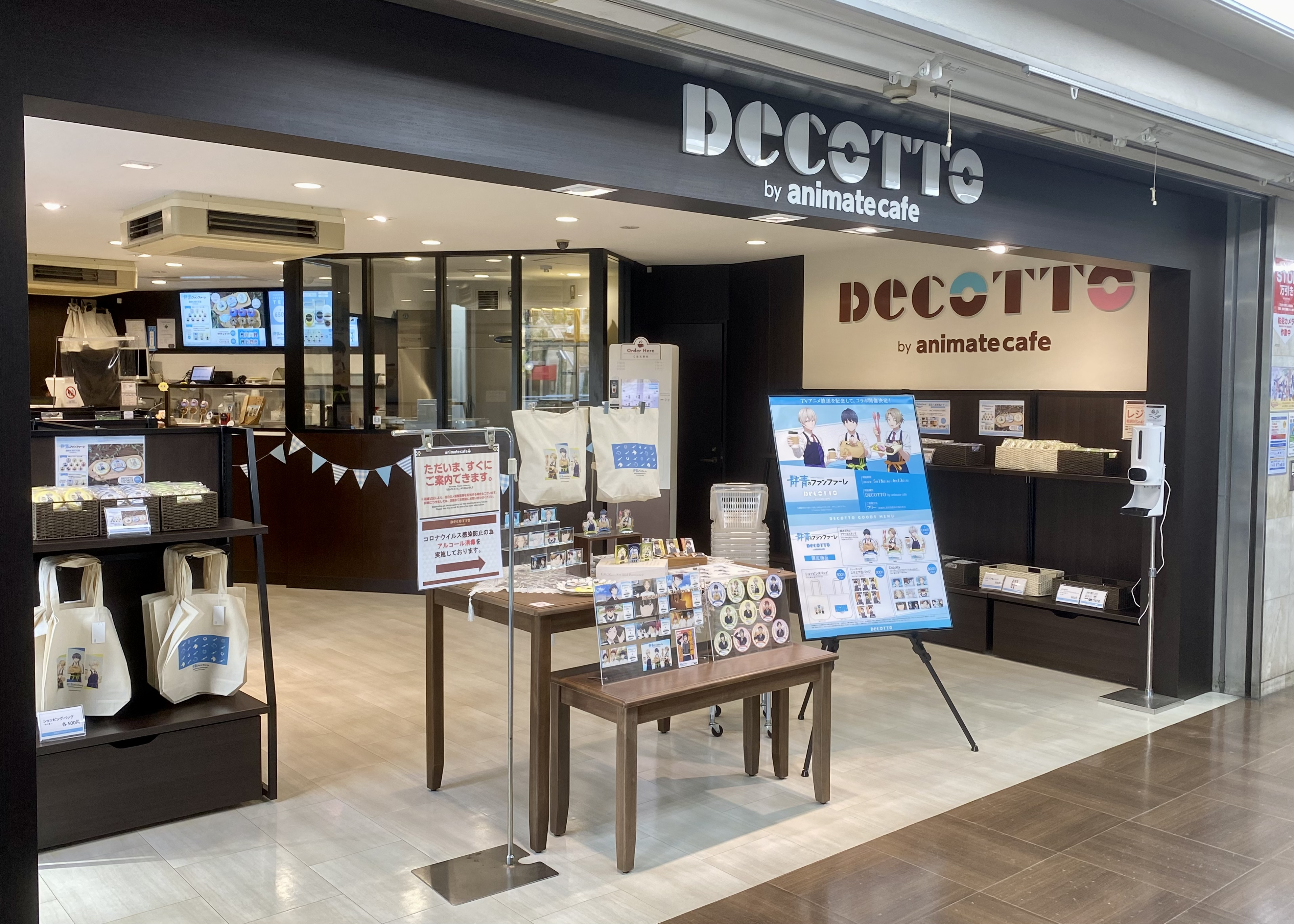
コラボイベント開催中のアニメイトカフェ(2022年5月26日撮影)

2022年5月18日〜6月13日の期間、豊島区東池袋にあるコラボレーションドーナツショップ、『DECOTTO by animate cafe』にてコラボイベントの開催が発表された。店内では限定のオリジナルグッズが販売されている他、主要キャラクターのイラストクッキーがついたオリジナルドーナツを食す事が出来る。

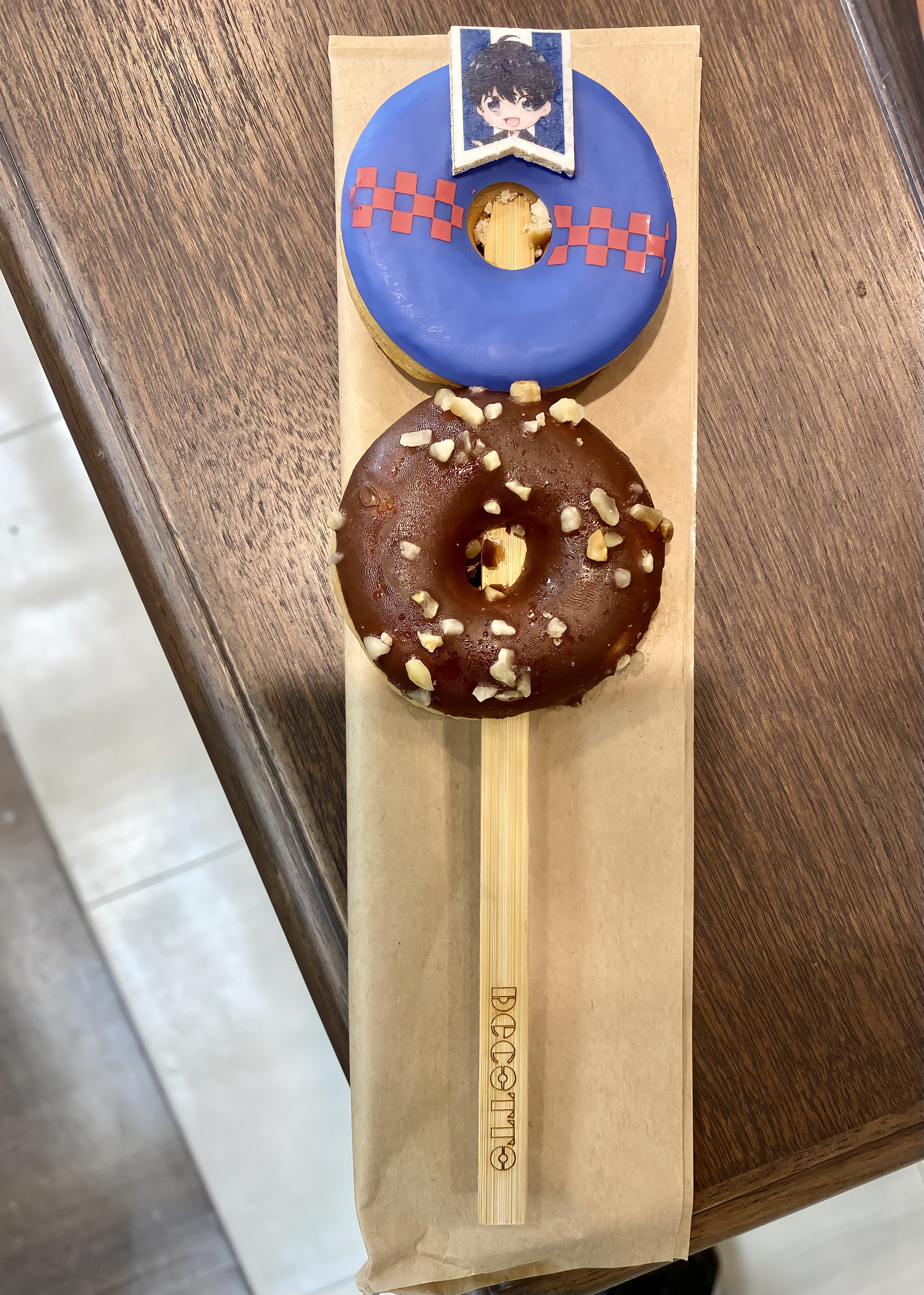
アニメイトカフェ限定のオリジナルドーナッツ

## その他
- 『ANIPLEX presents ANIMEコンシェルジュ』（ニッポン放送）
  - 2022年4月26日（#13）/2022年5月3日（#14）にて特集として紹介[31]。競馬評論家の細江純子が競馬学校在籍時代を語りながら、作品を解説した。